# Loi de protection de la flore et de la faune de 1988

L'État de Victoria

La Loi de protection de la flore et de la faune de 1988 est une initiative du gouvernement de l'État australien de Victoria qu'a pour objectif la défense et la protection des espèces endémiques, du matériel génétique et de l'habitat de la région pour prévenir l’extinction de ses espèces natives, gravement affectées par l'importation, conscient ou inconscient, d'animaux amenés en l'Australie par voie maritime pendant la colonisation anglaise. Cette loi cherche une remise au maximum de la biodiversité pour la postérité. Il est la première fois à niveau mondial qu'un pays adopte ce type de législation pour la protection et la défense de la nature. La loi exclut spécifiquement les virus et aux agents bio pathogènes.
Les différentes espèces sont enregistrées dans la loi pour pouvoir les déclarer en danger et entamer les différents procès de protection.

## Autres lois liées
- Conservation, Forests and Lands Act 1987
- Sustainable Forest (Timber) Act 2004
- Forests Act 1958
- Forest Practices Code.

## Critiques
L'association Lawyers for Forests (LFF) publie une étude sur cette loi en 2002. Cette étude souligne des réserves sur le manque de ressources pour renforcer et appliquer cette législation. Aussi sur le manque de transparence de la part du gouvernement quant à la comptabilité et puis signale que cette Loi peut s’avérer inapplicable. Ce document identifie les facteurs suivants :
- L'absence de volonté politique pour son implémentation.
- L'absence de fonds et ressources qu'ils permettent au Département de l'environnement et des ressources naturelles ("NRE" par son sigle en anglais) l'implémenter effectivement.
- Les objectifs de cette Loi sont annulés par les intérêts de secteurs privés, comme l'industrie forestière.